# Tesnusocaris
Tesnusocaris is een geslacht van uitgestorven kreeftachtigen uit de klasse van de Remipedia (ladderkreeftjes), dat leefde tijdens het Pennsylvanien, een van de twee vertegenwoordigers van de remipedische orde Enantiopoda. Het fossiel is afkomstig uit de Tesnus-formatie uit het Vroeg-Pennsylvanien (Paleozoïcum, Carboon) van Texas. De andere bekende enantiopode remipediër is Cryptocaris hootchi van de Mazon Creek-fauna..

## Soort
- Tesnusocaris goldichi Brooks, 1955 †